# Torsten Arndt
Torsten Arndt (* 1962 in Berlin-Buch, DDR) ist ein rechtsextremer deutscher Politiker (AfD). Er ist seit 2024 Mitglied des Landtags Brandenburg.

## Leben
Nach dem Schulbesuch absolvierte Arndt eine Ausbildung zum Stuckateur und zum Landesvermesser. Ab 1985 war er als Bauleiter tätig. Parallel zu seiner Berufstätigkeit besuchte er die Musikschule Friedrichshain und war als Musiker in der DDR aktiv, bis ich 1986 Auftrittsverbot erhielt. Seit 1992 ist er in der Bauwirtschaft selbstständig.
Arndt ist geschieden, Vater zweier Kinder und lebt in Wittstock/Dosse.

## Politik
Arndt war von 2018 bis 2024 Kreisvorsitzender der AfD im Landkreis Ostprignitz-Ruppin. Seit 2024 ist er Mitglied des Kreistags des Landkreises Ostprignitz-Ruppin und der Stadtverordnetenversammlung von Wittstock/Dosse.
Bei der Landtagswahl in Brandenburg 2024 wurde Arndt über das Direktmandat im Landtagswahlkreis Prignitz II/Ostprignitz-Ruppin II in den Landtag gewählt.